# Thor (volcán)

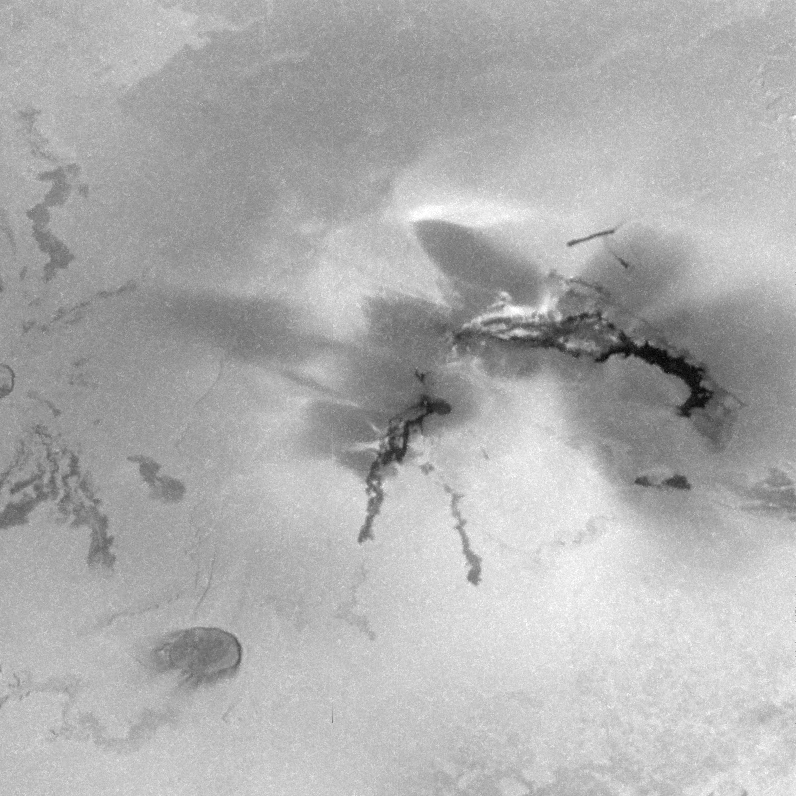
Imagen de Thor tomada en octubre de 2001 por la sonda Galileo

Thor es un volcán activo situado en Io. Está localizado en el anti-hemisferio de Júpiter en las coordenadas: 39°09′N 133°08′O / 39.15, -133.14  Una gran erupción con una alta emisión térmica y una gran columna fue observada durante el sobrevuelo de Galileo el 6 de agosto del 2001, cuándo la aeronave voló a través de las porciones exteriores de la columna volcánica.  La erupción continuaba durante el siguiente sobrevuelo de Galileo en octubre del 2001. Visto en las imágenes de alta resolución tomadas durante la erupción, Thor consiste en una serie de depresiones volcánicas de las que emanan oscuros flujos de lava.  Antes de la erupción, el área estaba formada por llanuras rojas y marrones compuestas de azufre emanado. Esta geografía es propia de las latitudes del norte y tropicales. También presentaba un conjunto de flujos amarillos, posiblemente formados por azufre o flujos de silicato cubiertos por depósitos de azufre.  Durante el paso de la sonda New Horizons en febrero de 2007, Thor se encontraba todavía activo, dado que se detectaron emisiones térmica en infrarrojo y una columna volcánica.
Thor fue nombrado en 2006 por la Unión Astronómica Internacional (IAU) con el nombre del dios nórdico del trueno Thor.

## Erupción de 2001
Antes del 2001 no se había observado ninguna actividad volcánica en Thor.  El aspecto de la región se había mantenido estable desde las observaciones que realizó la sonda Voyager de la región en 1979 hasta las de la sonda Galileo en diciembre del 2000.  En la primera observación detallada de Thor, tomada en julio de 1999, se observaron varios flujos brillantes amarillos.  Estos flujos podría consistir principalmente de azufre o en restos de silicatos sobre los que el azufre se ha enfriado y condensado. 
No se encontró ningún cambio en estos flujos (Ya sea en su tamaño, color o distribución) en el paso de la sonda Galileo en diciembre de 2000, lo que hace suponer que estos flujos existían antes incluso del paso de la sonda Voyager, pero no fue captado debido a su menor resolución de imagen. 
Las emisiones térmicas no se habían observado en Thor hasta mayo del 2001, por lo que la erupción debió suceder en algún espacio de tiempo entre las dos observaciones.

### Agosto del 2001

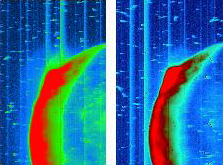
Imagen coloreada de un penacho de Thor tomada por la sonda Galileo en agosto del 2001.

El 6 de agosto del 2001 la sonda espaciañ Galileo sobrevoló la región del polo norte de Thor a una altitud de 194 kilómetros (120,5 mi) kilómetros.  El objetivo del vuelo era fotografiar la región de Tvashtar y tomar una imagen de sus erupciones. Esto fue imposible debido a un fallo en la cámara durante la misión, aunque se consiguieron imágenes de días antes y después de la misión.
Se consiguieron imágenes de Ío en fase creciente el 4 de agosto además de imágenes de los columnas de las erupciones del volcán Tvashtar Además de las columnas en Tvashtar, las imágenes revelaron una columna volcánica sobre Thor, indicando que estaba sucediendo una erupción.  La columna de cenizas de Thor se podía dividir en 2 zonas: Una columna de polvo interior de entre 100 y 125 kilómetros de alto y otra más grande y externo de 440 km (273,4 mi) km de alto.  Este es la segunda erupción más grande observada en Ío (únicamente superada por el Grian Patera en julio de 1999). La columna volcánica externa estaba compuesta de dióxido de azufre gaseoso y granos de polvo de SO2 de entre 0,5 y 10 nanómetros. 
A pesar de que la columna externa era más débil que la interna (Formada por partículas de polvo grueso) la masa de la externa era superior.
Durante la misión, a pesar de que la cámara no funcionaba correctamente, los otros instrumentos científicos fueron capaces de obtener detalles sobre la erupción. 
El Subsistema de Plasma, un instrumento diseñado para detectar plasma en la proximidad de la aeronave, recogió muestras de la columna externa, encontrando "copos de nieve" de un peso de 500 a 1000 UMA.  Suponiendo que fuera una muestra de dióxido de azufre pura, esto sugiere que las partículas de polvo detectadas por las fotos estaban formadas por 15 a 20 moléculas de dióxido de azufre.  El Espectrómetro de Mapeo Infrarrojo (NIMS) detectó una emisión térmica en infrarrojos en el anti-hemisferio de Ío poco después del encuentro y una intensa fuente de calor compatible con una explosión-erupción dominada. Las altas temperaturas de erupción encontradas en Thor, junto a restos de lava solidificada sugieren que el satélite tiene una elevada actividad volcánica.
Mas imágenes tomadas el 8 de agosto mostraron los efectos de esta erupción en la superficie de Ío, como por ejemplo la aparición de una zona oscura rodeando a Thor y la formación de un anillo brillante compuesto de partículas de Dióxido de azufre helado depositadas por la erupción.  En algunas áreas el depósito de SO2 helado había aumentado se un 60-70% a un 100%.SO
2  La medida del depósito es compatible la columna interior de la erupción. Los datos tomados por el NIMS sugieren que la columna exterior pudo formar un depósito de SO2 imperceptible en las longitudes de onda visibles.
A diferencia de otras grandes erupciones, no se encontraron depósitos rojos enThor, sugiriendo que la litosfera superior está formada por una gran capa de Azufre heterogénea.

### Octubre de 2001

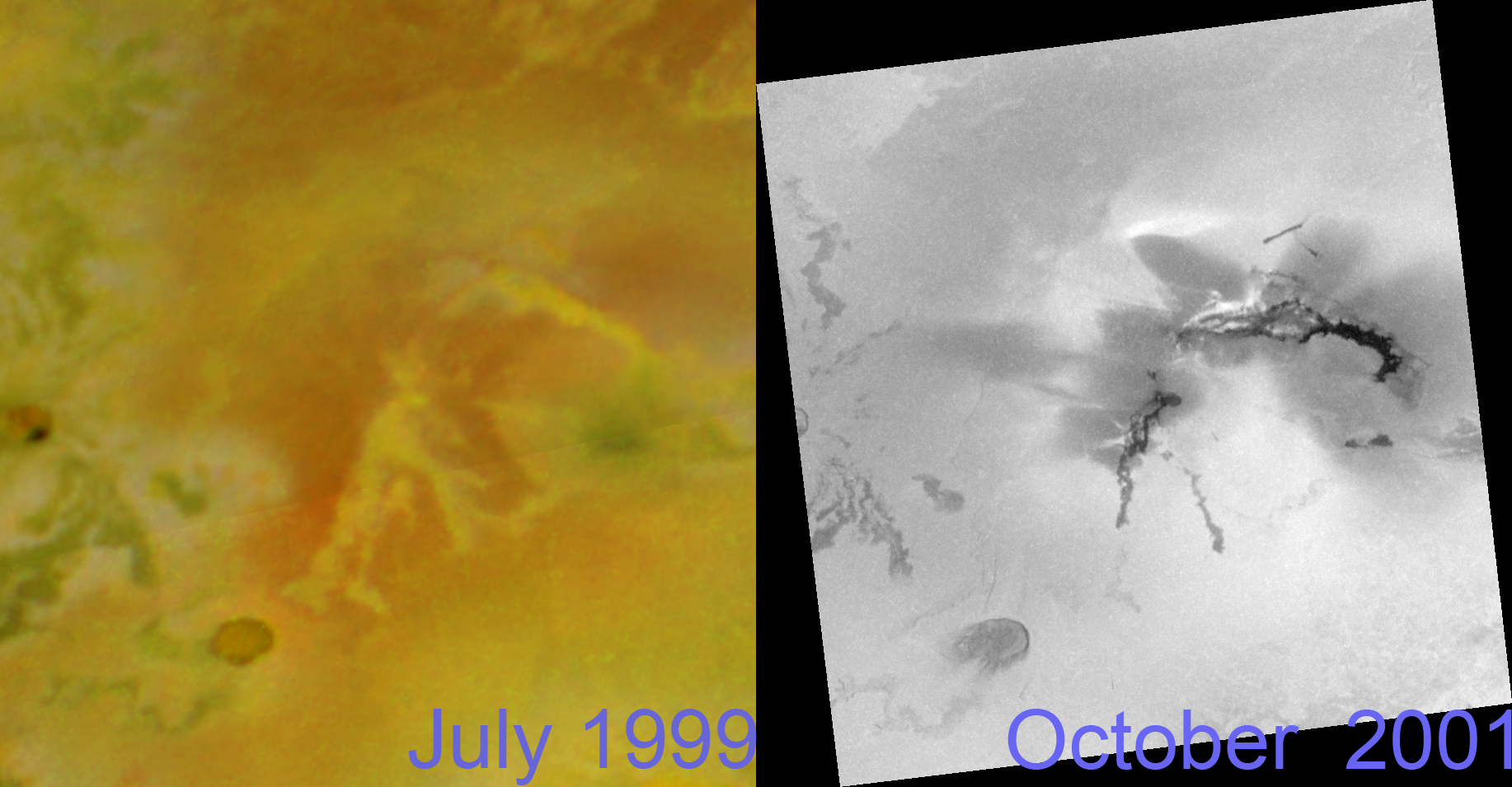
Cambios en la superficie de Thor entre julio de 1999 y octubre de 2001

Galileo sobrevoló de nuevo Thor el 16 de octubre de 2001, Esta vez se realizó sobre la región del polo sur a una altitud de 184 km (114 mi) km.  A raíz del descubrimiento de la erupción de Thor durante la anterior misión, el plan de observación iba dirigido principalmente a utilizar la cámara y el espectrómetro para poder tomar en alta resolución y obtener información del nuevo sitio de erupción. La cámara sólo pudo tomar una fotografía de filtro claro sobre el volcán con una resolución espacial de 334 metros por píxel.  La imagen reveló varias zonas oscuras nuevas, flujos de lava de silicato, muchos de ellos rodeados por oscuridas y depósitos de los flujos proclásticos.  Los flujos oscuros se encuentran cubriendo los flujos amarillos anteriormente observados, aunque aún se podían detectar algunos de estos. La detección de un flujo oscuro grande en el lado este del volcán parece ser una fisura de 50 km. Esta fisura podría ser una patera (depresión volcánica) en proceso de formación. En las imágenes tomadas a distancia se puede apreciar aun visible restos de la columna volcánica de la anterior erupción.
NIMS observó Thor en alta resolución. Detectó alta energía en Thor, pero en menor cantidad que en la erupción de 2001.  La parte más intensa de la erupción (en plazos de producción de poder total) estuvo centrada en el flujo de lava oriental observadapor la cámara.  NIMS También detectó emisiones térmicas en varias depresiones cercanas, donde nunca se había detectado actividad volcánica anteriormente.  Esta actividad coincidía con un oscurecimiento de las bases de estos volcanes, debido a la sublimación del azufre a raíz de flujos de lava fresca. La actividad detectada en volcanes cercanos sugiere que la cámara magmática bajo Thor provoca la actividad sísmica a nivel regional.

## Después deGalileo
Las observaciones de Galileo en octubre de 2001 fueron las últimas de la aeronave, aunque la erupción de 2001 continuó siendo observada desde la Tierra por astrónomos. 
Las emisiones térmicas de Thor fuero observadas por el Telescopio Keck en Hawái el 22 de diciembre de 2001.  La actividad volcánica continuaba incluso durante el paso de la sonda New Horizons en febrero de 2007, cuándo de detectó una gran fuente de calor y una erupción volcánica de 100 km (62 mi) de alto. Aun así, la columna y muchos de los restos piroclásticos desaparecieron o fueron cubiertos por una erupción procedente de Tvashtar.

## Galería

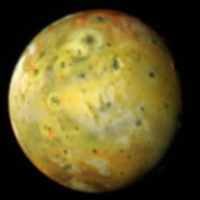
Imágenes de baja resolución del hemisferio anti-Júpiter de Ío, mostrando los efectos de la erupción de Thor en agosto de 2001
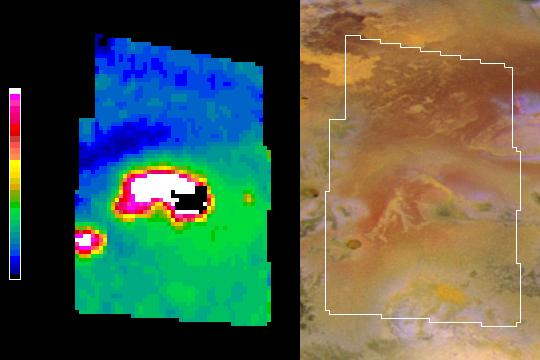
Imagen de infrarrojos de la emisión térmica de Thor en octubre de 2001